# Modesto C. Rolland
Modesto C. Rolland Mejía (La Paz, Territorio Sur de la Baja California, hoy Baja California Sur, 15 de junio de 1881-Córdoba, Veracruz, 17 de mayo de 1965) fue un ingeniero civil, profesor, revolucionario, inventor, político, escritor, pensador, funcionario público y periodista mexicano.
Fue pionero en la enseñanza y el uso del concreto armado en México, así como en el diseño y construcción de magnas obras como el Acueducto Xochimilco México, el Estadio Xalapeño Heriberto Jara Corona, la Monumental Plaza de Toros México y el Estadio Olímpico de la Ciudad de los Deportes en la Ciudad de México. 
En el plano cívico e intelectual, fue fundador del Partido Antirreeleccionista, que apoyó la elección de Francisco I. Madero como presidente de México. Defendió el Constitucionalismo del presidente Venustiano Carranza en los medios de comunicación y círculos políticos de Estados Unidos. Fue promotor y coordinador del reparto agrario en Yucatán y en todo México. Fue votado diputado constituyente por la Baja California en 1916. También fue pionero de la planeación urbana, visionario del desarrollo municipal, líder de la promoción en México de la radio como herramienta de desarrollo social y periodista fundador de medios impresos. 
Como servidor público encabezó los esfuerzos para unir mediante el transporte por ferrocarril a sus dos aisladas penínsulas: Baja California y Yucatán, y propició la existencia de los puertos libres y el régimen de zona libre para el desarrollo de la frontera norte, la península californiana y el corredor ferroviario del Istmo de Tehuantepec.

## Docente
Estudió en el Colegio Rosales en Culiacán, Sinaloa, la carrera de Maestro de Instrucción Primaria, en la Cd. de México consiguió trabajo de Maestro. En 1905 fue nombrado maestro, primero de Matemáticas y luego de Topografía, Drenaje y Riegos de la Escuela Nacional de Agricultura y Veterinaria. En esas fechas en el Colegio Militar dio clases de matemáticas. Para sus alumnos preparó dos libros de texto: “Lecciones Sobre Presas” y “Levantamiento de Polígonos”. En 1909 en la Escuela Nacional de Ingenieros impartió la primera clase de Cemento Armado en el país y preparó para su clase un manual de cálculo de “Cemento Armado”. En 1922 publicó un libro técnico: “Cimientos, pisos y techos de cemento armado”. En julio de 1924 vuelve a impartir la clase de Concreto Armado en la Universidad Nacional de México (hoy UNAM.

## Revolucionario
En su labor como revolucionario sobresalió por ser uno de 44 fundadores del Centro Nacional Antirreeleccionista y uno de 77 que iniciaron el Partido Nacional Antirreeleccionista. A continuación, en la segunda campaña de Francisco I. Madero formó el Club Antirreeleccionista Francisco Díaz Covarrubias. Dio conferencias públicas en Veracruz y México en las décadas de 1910 y 1920, en particular una titulada: “La cuestión agraria y medios prácticos para solucionar el problema”, y formó con otros (como Gerardo Murillo, llamado Dr. Atl) la primera organización política emanada de la revolución la Confederación Revolucionaria (1914). Durante el Constitucionalismo o gobierno de Venustiano Carranza participó como propagandista, investigador de las políticas públicas de educación y gobierno municipal en Estados Unidos. Participó activamente en el reparto agrario de Yucatán entre los años 1916 y 1917, siendo el ideólogo de Salvador Alvarado y transmitiendo sus ideas progresistas a los diputados constituyentes de ese estado. Fue votado como diputado constituyente para la carta magna de 1917, pero fue sustituido por su comisión presidencial en Estados Unidos de América. 

## Ingeniero
Cursó la carrera de ingeniero civil en la Escuela Nacional de Ingenieros de 1903 a 1905 y se trabajó con el Ing. Manuel Marroquín y Rivera en la obra del Acueducto Xochimilco México. En 1911 presentó ante la Sociedad Científica Antonio Alzate la conferencia: “Procedimiento Científico para hacer Concreto”. Por acuerdo presidencial, con otros preparó el primer reglamento del cemento armado en México y en 1912 encabezó una comisión para impulsar el uso del cemento armado. Fue comisionado en 1915 para atender y resolver el problema de agua en Veracruz con la llegada de las tropas de Venustiano Carranza al puerto.  Construyó el primer muelle de concreto en Puerto Progreso y dirigió la primera terminal de petróleo en Yucatán, siendo consultor de todas las obras importantes del estado. Montó en 1918 una planta de prefabricados de concreto en Mérida. Se le considera el modernizador de la construcción en Yucatán y Campeche. Fue comisionado para realizar un estudio de los problemas del Distrito Norte de la Baja California en 1919, ahí propone construcción de varias obras, algunas de ellas realizadas posteriormente. Por encargo de gobernador Heriberto Jara, en 1925 diseña y construye en Jalapa, Ver., un estadio deportivo con un volado de 3,100 metros cuadrados, en sólo dos meses y 17 días de construcción, y orgullo de la ciudad de Xalapa. Realiza un moderno proyecto urbanístico del nuevo Jalapa. Registró once patentes, sobre todo de productos de concreto. Construyó en 1926 el Foreign Club en linderos de la Ciudad de México y en Cuernavaca el Hotel Chula Vista en 1933. Obtuvo permisos en 1934 para explotar aguas superficiales en los ríos: Frío, Huehueyapan, Jalancingo y Los Pescados, en el estado de Veracruz, para generar energía hidráulica para varios usos, con planos, memorias y cálculos. Diseñó y construyó en la Cd. de México el Estadio Olímpico de la Ciudad de los Deportes y la monumental Plaza de Toros México, la más grande del mundo. Con los Puertos Libres Mexicanos, además de planear los espacios portuarios construyó numerosas obras en Salina Cruz y Coatzacoalcos, y el proyecto de la Decavía para transportar por tierra buques entre ambos puertos. Diseñó y construyó una draga fija en el puerto de Salina Cruz, única en el mundo, que fue abandonada y desmantelada por una nueva administración por afectar negocios particulares de dragado.

## Comunicador, pensador y visionario
En 1908 organizó un Club de Ingenieros para estudiar problemas del país. Creó en Estados Unidos de América el Mexican Bureau of Information para defensa del Constitucionalismo carrancista. Creó en Nueva York dos publicaciones más: “El Gráfico” y “Columbus Publishing”.  Muy reconocidas fueron tres cartas abiertas suyas publicadas a consecuencia de la invasión de Pancho Villa a Columbus: al presidente W. Wilson, al Sr. W. Hearst y al obispo Kelly. Por ello fue invitado como vicepresidente de una Conferencia de Paz no oficial para atender el problema. En Nueva York escribió numerosos artículos y libros sobre la revolución en México y el impuesto único. En octubre de 1914 en México dictó una conferencia sobre la distribución de tierras, las huelgas y las leyes obreras.  Preparó con otros en 1916 el primer proyecto de Ley de Servicio Civil de Carrera, para el Congreso Constituyente, que fue aprobado hasta 1920. Publicó en 1917 un escrito a Carranza: “Problema de la Baja California” sobre el peligro de perder la Baja California. Por ello fue contratado para realizar un estudio sobre el Distrito Norte de la Baja California. En 1919 fue nombrado director del El Heraldo de México por Salvador Alvarado. Creó su propia publicación “El Hombre”, para difundir sus ideas. En 1920 redactó para el presidente Adolfo de la Huerta el decreto que creó los Puerto Libres Mexicanos. Escribió el primer libro en México sobre el municipio libre: “El desastre municipal en la república mexicana” en 1921, considerado por el Instituto Nacional de Administración Pública (INAP) de México como un libro visionario, adelantado en más de 40 años. Con otros formó un Club de Estudios Socioeconómicos. Entre los socios destacan Alfonso Caso, Manuel Gómez Morín, Vicente Lombardo Toledano, Ramos Praslow, Roque Estrada. Él fue presidente. Es el precursor de la planeacion urbana en México, pues en la Primer Convención de Ingenieros, en 1922, propuso la constitución de un Instituto de Planificación de Ciudades. En 1923 formó la Liga Central Mexicana de la Radio, agrupando a tres organizaciones en México, que visitaron al presidente Álvaro Obregón para entregar el proyecto de la primera reglamentación de la radio privada en el país. Esta Liga organizó también una Gran Feria Radioeléctrica en el Palacio de Minería inaugurada por el Pdte. Obregón.  En la Segunda Convención de Ingenieros promovió los Puertos Libres de México. En 1929 fue el editor de “Revisión”, órgano de difusión de la Unión Georgista en México, propulsora del Impuesto Único. En 1932 publicó su libro “Comunismo o Liberalismo”, dedicado a la Unión de Veteranos, señalando el fracaso del laborismo y agrarismo en resolver las necesidades de bienestar público. En respuesta a la petición del candidato a la presidencia Adolfo Ruiz Cortinez publicó: “Efectivas maneras de evitar la miseria pública y combatir el comunismo”, desnudando los problemas del país y señalando lo no resuelto. Asimismo, en el año de 1946 publicó un pequeño folleto describiendo un nuevo sistema para transportar buques a través del Itsmo de Tehuantepec. 
Hacia mayo de 1949 presenta a funcionarios del poder ejecutivo y legislativo de México el libro " Paso de Buques por el Istmo de Tehuantepec", el cual presenta el estudio del proyecto dividido en: (1) Especificaciones, (2) Localización de vía, (3) Terracerías, (4) Estudio de vía, (5) Puentes, (6) Cajas transportadoras, (7) Puertos Terminales, (8) Tráfico y operación, y (9) Costos y financiamiento. En dicho estudio, se incluía el diseño y memoria de cálculo de  Rolland avalada por otros peritos expertos sobre la construcción de un ferrocarril de 10 vías que atravesara el Istmo de Tehuantepec para transportar buques de hasta 25,000 toneladas con puertos terminales cerca de Puerto México en el Río Coatzacoalcos y cercano a la boca de la Laguna Inferior en Oaxaca, en el Pacífico. Los buques serían transportados, en un diseño de "diques viajeros", especie de cajas de agua formadas por secciones articuladas, unidas con juntas elásticas, y donde dichas cajas llevarían una planta de fuerza para suministrar electricidad a los motores que llevara cada "truck". También cada caja llevaría su estación inalámbrica, de manera que pudiera estar en contacto con la central directora de tráfico.

## Servidor público
El Primer Jefe del Ejército Constitucionalista encargado del Poder Ejecutivo de la Nación Don Venustiano Carranza, lo comisionó en abril de 1914 para estudiar los sistemas educativos y organización municipal de los Estados Unidos de América. En octubre de 1914 fue nombrado oficial mayor de Comunicaciones y Consejero de los Ferrocarriles de México. Carranza lo nombró secretario de la Comisión Técnica del Petróleo, para estudiar la industria del petróleo. El gobernador Salvador Alvarado lo nombró presidente de la Comisión Agraria de Yucatán y gerente del Petróleo de la Compañía de Fomento del Sureste. En 1924, el presidente Obregón creó los Puertos Libres de México y lo nombra su gerente. En 1930-34 el presidente Pascual Ortiz Rubio lo nombró director de Vías Férreas y ahí inició el Ferrocarril del Sureste y otros en Baja California. El presidente Lázaro Cárdenas lo nombró en 1938 subsecretario de Comunicaciones y en 1939 subsecretario de Economía. El presidente Cárdenas en 1939 creó la Comisión Pro Baja California y lo nombró su presidente. En 1940 se reinstaló los Puertos Libres Mexicanos, de los cuales fue gerente hasta 1952.